# Bella Vista (departement)
Bella Vista is een departement in de Argentijnse provincie Corrientes. Het departement (Spaans:  departamento) heeft een oppervlakte van 1.695 km² en telt 35.350 inwoners.

## Plaats in departement Bella Vista
- Bella Vista